# DSB Sverige AB
DSB Sverige AB er et svensk jernbaneselskab, der ejes 100% af DSB.
DSB Sverige AB driver Roslagsbanan, der er en lokalbane i den nordøstlige del af Stockholm. Roslagsbanan drives via selskabet AB Roslagståg, der er et datterselskab under DSB Sverige. Datterselskabet DSB Tågvärdsbolag AB står desuden for catering om bord på Øresundstogene.
Selskabet har hovedsæde i Stockholm.
DSB Sverige AB driver 4 selskaber i sverige. Roslagsbanan i Stockholm som kørers af Roslagståg AB ,Øresundstogstraffiken i Skåne samte strækningerne Laholm – Gøteborg, Älmhult – Kalmar, Sölvesborg – Karlskrona i Sverige og Kystbanen i Danmark med DSBFIRST, Regionaltogs trafikken i Västra Götalands Län og Regionaltogs trafikken i Jönköpings Län.

Selskabet DSB Sverige AB har hovedsæde i Malmö.